# 燕山乡 (重庆市)
燕山乡，是中华人民共和国重庆市万州区下辖的一个乡镇级行政单位。

## 行政区划
燕山乡下辖以下地区：
复兴社区、东峡村、泉水村、长柏村和沱基村。